# Santa María del Oro kommun, Nayarit
Santa María del Oro är en kommun i Mexiko.   Den ligger i delstaten Nayarit, i den centrala delen av landet, 600 km väster om huvudstaden Mexico City.
Följande samhällen finns i Santa María del Oro:
- Santa María del Oro
- San Leonel
- Cofradía de Acuitapilco
- El Buruato
- Las Cuevas
- El Ermitaño
- Platanitos